# 遣支艦隊
遣支艦隊（けんしかんたい）は、旧日本海軍の部隊。略字はCF。

## 概要
日本海軍は上海～長江～南京の警備を担当していた第七戦隊（防護巡洋艦千代田、砲艦〈宇治、鳥羽、伏見、隅田、嵯峨〉）を1918年（大正7年）8月10日に改編・独立し、初めて遣支艦隊と命名した。遣支艦隊の任務は、揚子江流域および中国大陸沿岸の警備であった。翌1919年（大正8年）8月9日、遣支艦隊は「第一遣外艦隊」に改編された。
その後、日本海軍は1937年（昭和12年）10月20日に支那方面艦隊（CSF）を新編し、同艦隊に第三艦隊と第四艦隊が編入され、翌年2月1日には新編の第五艦隊も加入した。
支那方面艦隊に戦力が集中した状態を是正するため1939年（昭和14年）11月15日に艦隊の再編がおこなわれ、第三艦隊が第一遣支艦隊（1CF）、第五艦隊が第二遣支艦隊（2CF）、第四艦隊が第三遣支艦隊（3CF）と改称した。三コ遣支艦隊は大東亜戦争（日中戦争、太平洋戦争）の推移に合わせて規模を縮小しつつも中国大陸や沿岸部で作戦行動を継続した。本稿では、この支那方面艦隊隷下の3個遣支艦隊について述べる。

## 第一遣支艦隊
1932年（昭和7年）2月2日に編制された第三艦隊は、1937年（昭和12年）7月の支那事変勃発をもって増強された。
同年10月20日に支那方面艦隊と第四艦隊が新編されると、第三艦隊司令長官が支那方面艦隊司令長官を兼務した。翌年2月1日に第五艦隊が新編されて支那方面艦隊に編入され、この時点での日本海軍は、連合艦隊（第一艦隊、第二艦隊）、支那方面艦隊（第三艦隊、第四艦隊、第五艦隊）、練習艦隊となった。
支那事変（日中戦争）以外の状況に対処するため、三コ艦隊を擁していた支那方面艦隊は縮小されることになった。支那方面艦隊は中国方面作戦に専念し、独立艦隊となった第四艦隊は内南洋諸島から蘭印方面を担当、有事においては第三艦隊（フィリピン方面担当、1941年4月10日新編）、第五艦隊（日本列島東方海域、1941年7月25日新編）、第六艦隊（潜水艦部隊、1940年11月15日新編）を編制する。
1939年（昭和14年）11月15日、第三艦隊は第一遣支艦隊に改称した。
第一遣支艦隊は、引き続き上海を拠点に揚子江流域で行動した。主な戦力は武漢に駐留する陸戦隊の漢口方面特別根拠地隊と、揚子江の航路確保のために全ての砲艦を集約した第11戦隊である。これに九江や南京に駐留する若干の陸上部隊が加わる。
1942年（昭和12年）1月15日、漢口方面特別根拠地隊は縮小のうえ漢口警備隊に降格した。
1943年（昭和13年）8月20日、第一遣支艦隊は解隊され、揚子江方面特別根拠地隊が新編された。任務の性格は降格前と変わりなく、陸上部隊は武漢・南京・九江など拠点の駐留、砲艦は揚子江の航路確保に従事した。末期には特攻艇震洋の部隊も配備された。ほとんどの砲艦を喪失したものの、揚子江特根は終戦まで陸上での戦闘を継続した。

### 編制

#### 1939年11月15日、改称時の編制
- 第11戦隊：安宅・勢多・堅田・比良・保津・鳥羽・熱海・二見・伏見・隅田・橋立
- 漢口方面特別根拠地隊
- 九江基地隊

#### 1941年12月10日、太平洋戦争開戦時の編制
- 宇治・安宅・勢多・樫田・比良・保津・熱海・二見・伏見・隅田
- 附属：漢口方面特別根拠地隊、九江基地隊

#### 1942年7月14日、ミッドウェー海戦後の編制
- 宇治・安宅・勢多・樫田・比良・保津・熱海・二見・伏見・隅田
- 附属：漢口警備隊・九江警備隊

### 歴代司令長官
1. 谷本馬太郎中将：1939年11月15日 -
2. 細萱戊子郎中将：1940年11月15日 -
3. 小松輝久中将：1941年7月5日 -
4. 牧田覚三郎中将：1942年2月14日 -
5. 遠藤喜一中将：1943年3月9日 - 1943年8月20日（揚子江方面特別根拠地隊降格と同時に転出）[27]

### 歴代参謀長
1. 堀内茂礼少将：1939年11月15日 -
2. 一瀬信一少将：1940年10月15日 -
3. 小暮軍治少将：1942年7月25日 - 1943年8月20日（揚子江方面特別根拠地隊降格と同時に転出）[28]

## 第二遣支艦隊
1938年（昭和13年）2月1日に新編された第五艦隊は、同日附で支那方面艦隊に編入された。1939年（昭和14年）11月15日の改編で、従来の第五艦隊は第二遣支艦隊に改称した。
引き続き広州を拠点に華南方面で行動した。南シナ海に面する海域を担当するため第十五戦隊（鳥海、第5駆逐隊、第21駆逐隊）が配備されており、1個水雷戦隊に匹敵する水上兵力を擁する。ただし、太平洋戦争に備えて、重巡洋艦は軽巡五十鈴へ、駆逐隊は砲艦や水雷艇や掃海艇に差し替えられている。一方の陸上戦力は3個特別根拠地隊（海南島根拠地隊、広東方面特別根拠地隊、厦門方面特別根拠地隊）を備えている。このうち海南島特別根拠地隊は1941年（昭和16年）4月10日に海南島警備府へ昇格し、支那方面艦隊に編入された。
対米英露支四国作戦の場合、第二遣支艦隊を基幹とする部隊は「同方面の敵国艦船を撃滅」ならびに「陸軍と協同で香港を攻略」と定められた。
1940年（昭和15年）9月5日、大本営海軍部は嶋田繁太郎支那方面艦隊司令長官に仏印進駐の実施を命じ、第二遣支艦隊（旗艦鳥海）が作戦部隊として日本陸軍輸送船団を護衛することになった。連合艦隊からの増援部隊（第八戦隊〈利根、筑摩〉、第一水雷戦隊、第二航空戦隊）を含めて第二遣支艦隊が作戦を実施することになり、作戦名を「ＩＣ作戦」、部隊を「ＩＣ作戦部隊」と呼称した。
9月下旬には平和進駐か強行上陸かで日本陸海軍の意見が対立し、第二遣支艦隊の指揮下にあった第三水雷戦隊が日本陸軍（印度支那派遣軍）輸送船団の護衛と協力を中断する事態が起きた。9月28日、ＩＣ作戦は終了してＩＣ作戦部隊は解散した。本件により、統率を乱した富永恭次大本営参謀（参謀本部第一部長）や安藤利吉南支那方面軍司令官などが更迭されている。
1941年（昭和16年）1月になるとタイ王国とヴィシー政権下のフランス植民地軍との間で国境紛争が激化した（タイ・フランス領インドシナ紛争）。大本営政府連絡懇談会は「秦ヲシテ英国ノ居中調停ヲ拒絶セシムルト共ニ、帝国ハ仏印ヲ圧迫シ紛争ノ即時解決ヲ図ル」「直チニ仏印ニ対シ所要ノ威圧行動ヲ開始ス」と決定した。顕示行動は「Ｓ作戦」と呼称され、第二遣支艦隊司令長官沢本頼雄中将が指揮する艦艇と航空機が展開した。参加部隊は、第二遣支艦隊（重巡洋艦足柄、海防艦占守、第五水雷戦隊、第14航空隊など）、第一艦隊（第一水雷戦隊、第七航空戦隊〈千歳、瑞穂〉）、第二艦隊（第七戦隊〈最上型4隻〉、第二航空戦隊〈蒼龍、飛龍、第23駆逐隊〉）、第十一航空艦隊（高雄航空隊など）であった。仏印・泰国境紛争の調停が成立後も第17駆逐隊（磯風、浦風）や陸上攻撃機小数がサイゴンに留まり、4月初旬まで南部仏印基地の調査、マレー半島や英領ボルネオ方面の情報収集をおこなった。
仏印進駐と並行して、第二遣支艦隊は日本陸軍と協力し、南支方面の封鎖任務に従事した。第二遣支艦隊からは、第五水雷戦隊、海防艦占守、水雷艇や掃海艇が作戦に参加した。新編されたばかりの第三艦隊（司令長官高橋伊望中将）も6月初旬から9月上旬まで支那方面艦隊司令長官の指揮下に入り、海峡部隊の名称で南支那沿岸方面の作戦に従事した。
同年6月22日に独ソ戦がはじまると、日本では南進論が主流となった。日本陸軍は第二十五軍が 、日本海軍は第二遣支艦隊が、南部仏印進駐部隊となった。陸海軍とも「ふ」号作戦と呼称し、新見政一第二遣支艦隊司令長官が「ふ」号作戦部隊を指揮することになった。ふ号作戦部隊は、第二遣支艦隊（第十五戦隊〈足柄、八丈〉、占守、鵯、第34駆逐隊、第14航空隊など）、第二艦隊（第七戦隊）、第三艦隊（第五水雷戦隊、第十二航空戦隊、第二根拠地隊）、第一航空艦隊（第二航空戦隊）、第十一航空艦隊（第二十三航空戦隊）を中核としていた。
第一航空部隊（基地航空部隊）が中部・南部仏印各地の偵察や航空兵力撃滅、第二航空部隊（母艦航空部隊）が船団の直接航空支援と南部仏印の航空戦を、第三航空部隊（水上機部隊）が船団の直接護衛と泊地警戒および陸戦協力を行い、水上部隊は重巡5隻（足柄、熊野、鈴谷、三隈、最上）が全作戦支援を、第五水雷戦隊と第二根拠地隊が船団の直接護衛と泊地の掃討を実施する計画だった。
7月23日、大本営海軍部は嶋田繁太郎支那方面艦隊司令長官に対し「第二遣支艦隊司令長官ノ指揮スル所定ノ部隊ヲシテ七月二十四日以後三亜出港　陸軍ト協同シテ南部仏印ニ進駐セシムヘシ」（大海令第287号）と発令した。陸軍輸送船39隻（第二十五軍司令官飯田祥二郎中将）と海軍艦艇約50隻、計90隻の進駐部隊は7月25日に海南島を出撃し、28日にナトラン、29日にサンジャック、30日にサイゴンへ上陸した。
南部仏印進駐前から第二遣支艦隊が南部仏印まで担当するのは不適当とされており、7月31日に大本営直属部隊として南遣艦隊が新編された。ふ号作戦部隊は解散し、第二遣支艦隊は仏印の担当を南遣艦隊に引き継いだ。
10月1日、第二遣支艦隊の主力であった重巡洋艦足柄は、第三艦隊（司令長官高橋伊望中将、比島部隊指揮官）旗艦となるため引き抜かれた。第二遣支艦隊旗艦は軽巡洋艦五十鈴になった。
日本軍は太平洋戦争開戦と共に香港攻略を目指しており、香港攻略部隊は第二遣支艦隊と応援部隊で編成されていた。香港占領後の1941年（昭和16年）12月26日、広東方面特別根拠地隊は香港方面特別根拠地隊に改称し、司令部は香港に進出した。1942年（昭和17年）1月15日、厦門方面特別根拠地隊は縮小されて厦門警備府となった。第二遣支艦隊の主力だった第十五戦隊（五十鈴、嵯峨、橋立、鵲、鵯）は4月15日附で解隊され、五十鈴は第二南遣艦隊隷下の第十六戦隊へ転じた。残された小型艦艇で海上護衛作戦や船団護衛任務に協力した（沖輸送など）。ほとんどの水上艦を敗戦までに失ったが、陸上部隊は香港・厦門を中心に各地で敢闘し、降伏調印まで艦隊を維持した。

### 編制

#### 1939年11月15日、改称時の編制
- 第15戦隊
  - 重巡洋艦鳥海
  - 第5駆逐隊：朝風・春風・松風・旗風
  - 第21駆逐隊：初春・子日・初霜・若葉
- 第3連合航空隊：第14航空隊・第15航空隊
- 附属：広東方面特別根拠地隊・厦門方面特別根拠地隊・海南島特別根拠地隊・第12掃海隊など

### ふ号作戦部隊
- 主隊（第二遣支艦隊司令長官）：全作戦支援（以下、出典は『戦史叢書79、中國方面海軍作戦〈2〉』293-294頁による）[73]

第15戦隊：重巡洋艦足柄：全作戦支援
- 第一護衛隊（第五水雷戦隊司令官）：第一船団（西貢方面）の護衛及び上陸掩護
  - 第五水雷戦隊（軽巡名取、第5駆逐隊〈春風、朝風、旗風、松風〉、第22駆逐隊〈皐月、水無月、文月、長月〉）、海防艦八丈、第34駆逐隊（秋風、羽風）、第11掃海隊、第21駆潜隊、第2砲艦隊（金剛山丸、神津丸）、神興丸、西安丸、須磨浦丸
- 第二護衛隊（第二根拠地隊司令官）：第二船団（ナトラン方面）の護衛及び上陸掩護並びにカムラン湾の基地設営
  - 駆逐艦太刀風、第31駆潜艇隊、第30掃海隊、筥崎丸、日裕丸、射水丸、乾隆丸、第19号掃海艇、第2根拠地隊
- 第一航空部隊（第二十三航空戦隊司令官）：中部・南部仏印の偵察や監視、同方面航空兵力の撃滅
  - 第23航空戦隊（第3航空隊）、第14航空隊
- 第二航空部隊（第二航空戦隊司令官）：船団の外側警戒、南部仏印航空兵力や艦艇の攻撃撃滅
  - 第2航空戦隊（空母〈蒼龍、飛龍〉、第23駆逐隊〈菊月、卯月、夕月〉）
- 第三航空部隊（第十二航空戦隊司令官）：船団の直接護衛、上陸戦闘協力
  - 第12航空戦隊（神川丸、富士川丸）
- 機動部隊（第七戦隊司令官）：船団の支援、南部仏印艦艇の撃滅
  - 第7戦隊（熊野、鈴谷、三隈、最上）
- 補給部隊[57]
  - 工作艦明石、給油艦（佐多、東園丸、笠置山丸、六甲山丸、箕面丸、葛城丸、興亜丸）その他
- 海防部隊：占守艦長：ハイフォンの仏印艦艇監視
  - 占守

#### 1941年12月10日、太平洋戦争開戦時の編制
- 第15戦隊：五十鈴・嵯峨・橋立
- 鵯・鵲
- 第4掃海隊
- 附属：広東方面特別根拠地隊・厦門方面特別根拠地隊

#### 1942年7月14日、ミッドウェー海戦後の編制
- 嵯峨・橋立・鵯・鵲
- 香港方面特別根拠地隊
  - 香港港務部・広東警備隊
- 附属：厦門警備隊

#### 1944年4月1日、戦時編制制度改定後の編制
- 嵯峨・橋立・舞子・初雁
- 香港方面特別根拠地隊
  - 香港港務部・広東警備隊
- 厦門方面特別根拠地隊

#### 1944年8月15日、マリアナ沖海戦後の編制
- 嵯峨・舞子・初雁
- 香港方面特別根拠地隊
  - 香港港務部、広東警備隊
- 厦門方面特別根拠地隊

#### 1945年6月1日、最終時の編制
- 舞子・初雁・第102号掃海艇
- 香港方面特別根拠地隊 
  - 香港港務部・広東警備隊
- 厦門方面特別根拠地隊
- 附属：満珠
  - 第314・327設営隊

### 歴代司令長官
1. 高須四郎中将：（改称前）1939年9月29日 -
2. 沢本頼雄中将：1940年10月15日 -
3. 新見政一中将：1941年4月4日 -
4. 原清中将：1942年7月14日 -
5. 副島大助中将：1943年6月21日 -
6. 藤田類太郎中将：1945年4月25日 -（終戦）

### 歴代参謀長
1. 原忠一少将：1939年11月15日 -
2. 安場保雄少将：1941年8月13日 -
3. 小畑長左衛門少将：1942年9月1日 -
4. 大熊譲少将：1943年10月19日 -（終戦）

## 第三遣支艦隊
1937年（昭和17年）10月20日に新編された第四艦隊は、同日附で編制された支那方面艦隊の麾下におかれた。
1939年（昭和14年）11月15日の改定によって第四艦隊は独立艦隊となり、従来の第四艦隊は第三遣支艦隊に改編・改称された。
第三遣支艦隊は青島を拠点に、華北方面で行動した。改称した頃には水上艦作戦がすでに一段落していたため、水上兵力は水上機母艦瑞穂と水雷艇部隊で編成された第十二戦隊のみ。必要最小限に抑えられている。翌1940年（昭和15年）5月1日には瑞穂も連合艦隊附属となり、旗艦は海防艦磐手になった。一方の陸上戦力は青島方面特別根拠地隊が単独で山東半島の哨戒任務を担当している。
1941年（昭和16年）10月15日には、建造中の大和型戦艦大和副長だった黛治夫大佐が第三遣支艦隊参謀に任命され、黛は「青島艦隊に配備された」と嘆いたという。1942年（昭和17年）1月15日、南方攻略作戦に必要な陸戦隊を捻出するため、青島方面特別根拠地隊は青島警備隊に降格となった。第三遣支艦隊は同年4月10日をもって解散し、保有していた陸上戦力を集約して二代目の青島方面特別根拠地隊となった。青島特根も降伏調印までの全期間、山東方面各地で敢闘した。

### 編制

#### 1939年11月15日、改称時の編制
- 第12戦隊：瑞穂・首里丸
  - 第21水雷隊：千鳥・真鶴・友鶴・初雁
- 附属：青島方面特別根拠地隊・雉

#### 1941年12月10日、太平洋戦争開戦時の編制
- 磐手
- 第11水雷隊：雉・雁
- 附属：青島方面特別根拠地隊、首里丸

### 歴代司令長官
1. 野村直邦中将：1939年11月15日 -
2. 清水光美中将：1940年9月30日 -
3. 杉山六蔵中将：1941年7月5日 -
4. 河瀬四郎中将：1941年12月26日 - 1942年4月10日（青島特根降格と同時に転出）[28]

### 歴代参謀長
1. 多田武雄少将：1939年11月15日 -
2. 金子繁治少将：1941年4月10日 -
3. 大杉守一少将：1941年8月20日 - 1942年4月10日（青島特根降格と同時に転出）[28]